# مانويل أليغرا
مانويل أليغرا (بالبرتغالية: Manuel Alegre) هو كاتب وشاعر وسياسي برتغالي، ولد في 12 مايو 1936 في أجويدا في البرتغال. حزبياً، نشط في الحزب الاشتراكي (البرتغال). في 1976 Portuguese legislative election ‏، انتخب عضو مجلس الجمهورية ‏ عن دائرة Coimbra (Assembly of the Republic constituency) ‏ وقد انضم خلال فترته النيابية ‏  للكتلة البرلمانية الحزب الاشتراكي (البرتغال) وانتخب نائب في الجمعية التأسيسية.

## وصلات خارجية
- مانويل أليغرا على موقع ميوزك برينز (الإنجليزية)
- مانويل أليغرا على موقع ديسكوغز (الإنجليزية)

- الموقع الرسمي